# New Mexico State Route 404
New Mexico State Route 404 ist ein Highway im US-Bundesstaat New Mexico, der in Ost-West-Richtung verläuft.
Der Highway beginnt an der New Mexico State Route 460 nahe Anthony und endet nahe Chaparral an der New Mexico State Route 213. Die State Route verläuft zwischen den Organ Mountains im Norden und den Franklin Mountains im Süden.